# ان‌جی‌سی ۲۵۶
ان‌جی‌سی ۲۵۶ (انگلیسی: NGC 256) یک خوشه باز در صورت فلکی توکان است که در ۱۱ آوریل ۱۸۳۴ توسط جان هرشل کشف شد.